# Dampierre (Jura)
Dampierre is een gemeente in het Franse departement Jura in de regio Bourgogne-Franche-Comté. De plaats maakt deel uit van het arrondissement Dole. De gemeente telde 1.316 inwoners op 1 januari 2022.

## Geschiedenis
Op 1 januari 2019 is Dampierre uitgebreid met de op die datum opgeheven gemeente Le Petit-Mercey. 

## Geografie
De oppervlakte van Dampierre bedraagt 9,48 vierkante kilometer; de bevolkingsdichtheid was op 1 januari 2022 138,8 inwoners per km².

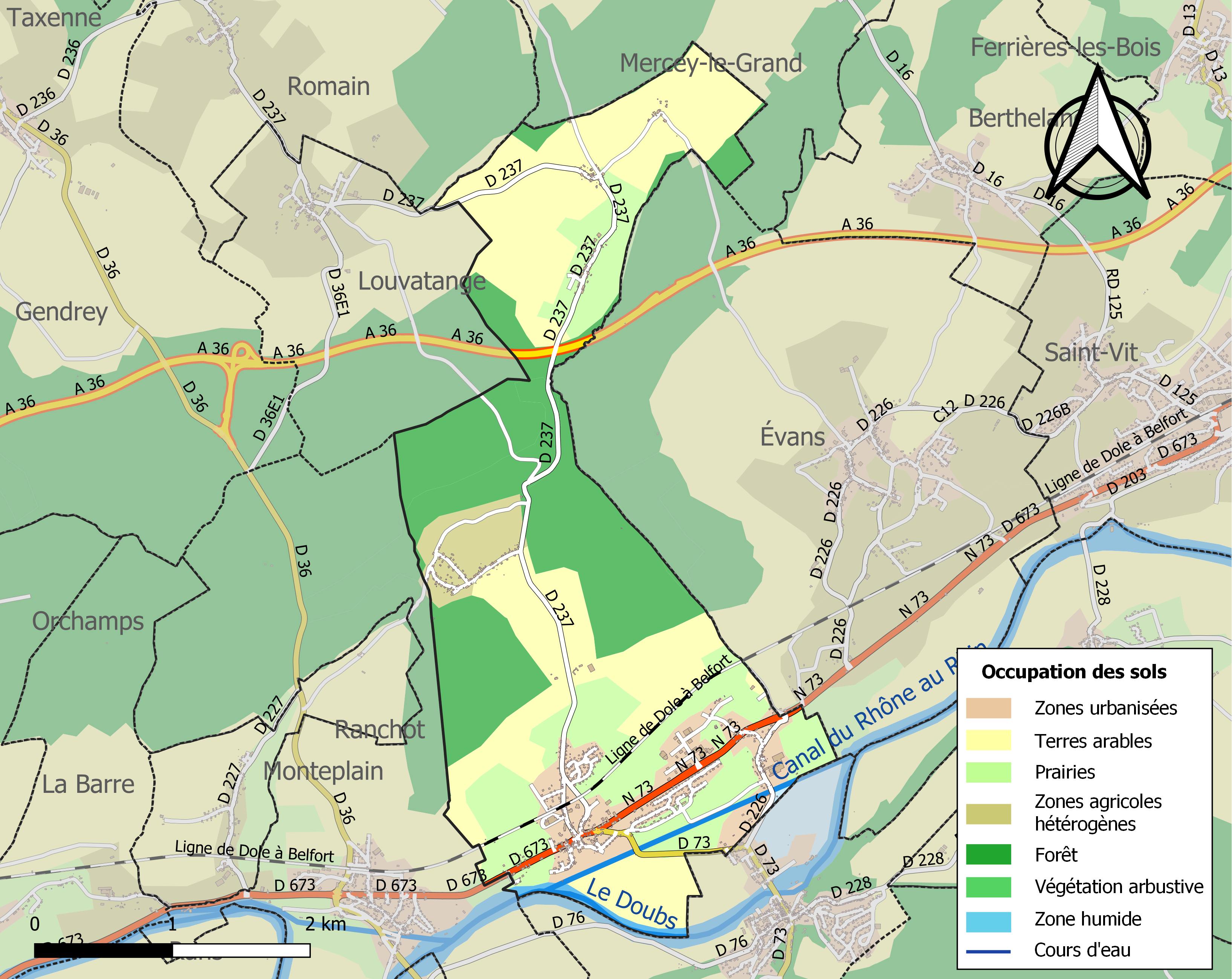
Kaart van de gemeente met de belangrijkste infrastructuur, bodemgebruik en omliggende gemeenten

## Demografie
Onderstaande figuur toont het verloop van het inwonertal.